# محمد جعفری گیلانی
محمد جعفری چینیجانی معروف به جعفری گیلانی (متولد ۱۳۱۸ در رودسر) روحانی و سیاستمدار و از اعضای شورای سیاستگذاری ائمه جمعه و هیئت مدیرهٔ مرکز خدمات حوزه‌های علمیه که ریاست هیئت امنای دفتر تبلیغات اسلامی حوزه علمیه قم را بر عهده داشته‌است. جعفری گیلانی در انتخابات میاندوره ای سال ۱۳۶۱ به نمایندگی لنگرود در اولین دوره مجلس شورای اسلامی برگزیده شد و در هشتم اسفند این سال وارد مجلس شد. نماینده اولیه این شهرستان در مجلس، سیف‌الله عبدالکریمی در انفجار دفتر حزب جمهوری اسلامی در هفتم تیر ۱۳۶۰ کشته شده بود.